# Армія держави Шан (південна)
Південна армія держави Шан або просто Армія держави Шан (шанська တပ်ႉသိုၵ်းၸိုင်ႈတႆး - ပွတ်းၸၢၼ်း) — інсургенти, котрі діють на території штату на північному сході М'янми. Незважаючи на те, що кордони проголошеної країни практично збігаються з межами провінції, Шану вдається контролювати лише частину території. Північний захід штату Шан контролюється іншою невизнаною державою Ва, північний захід — урядовими військами М'янми.

## Історія
Угруповування сформувалося у 1995 році (його очолив генерал-лейтенант Йод Сук (Yawd Serk)). Він відмовився капітулювати перед урядовими військами та проголосив створення власної армії, котра нараховувала до 800 бійців. Він підштовхував солдатів до бойових дій з урядом Бірми.
Згодом було окуповано кордон Шану з Таїландом. Генералу вдалося залучитися підтримкою нових бійців та утворити у регіоні свою штаб-квартиру. У травні 2000 армія заснувала політичне крило — Раду відновлення держави Шан, котру очолив генерал. З того часу армія постійно зіштовхувалася з урядовими військами.

## Розміри
Точний розмір угруповування не відомий, він може налічувати до 15 тисяч бійців[джерело?]. У армії є власна уніформа та тренувальні табори. Озброєння: M16 (автоматична гвинтівка), Автомат Калашникова, ручний кулемет Дегтярьова, FN MAG, Daewoo USAS-12, РПГ-7, M203.